# لي ييم لام
لي ييم لام هو لاعب كرة قدم صيني في مركز الدفاع، ولد في 19 أكتوبر 1992 في هونغ كونغ في الصين. لعب مع نادي جنوب الصين.